# Ann-Christine Nyström
Ann-Christine Nyström (Helsinki, 26 juli 1944 – Stockholm, 5 oktober 2022) was een Fins zangeres.

## Biografie
Ann-Christine werd ontdekt in 1961 tijdens een optreden in het Kulttuuritalo in Helsinki en kreeg meteen een platencontract aangeboden. Een jaar later bracht ze haar eerste single uit: Lalaika. Een paar jaar later mocht ze haar vaderland vertegenwoordigen op het Eurovisiesongfestival 1966 in de Luxemburgse hoofdstad Luxemburg. Met het nummer Playboy behaalde ze de tiende plaats. Playboy werd wel een nummer 1-hit in eigen land. In 1973 beëindigde ze haar muzikale carrière. Drie jaar later verhuisde ze naar de Zweedse hoofdstad Stockholm.
Ze overleed op 78-jarige leeftijd.
1961: Laila Kinnunen · 
1962: Marion Rung · 
1963: Laila Halme · 
1964: Lasse Mårtenson · 
1965: Viktor Klimenko · 
1966: Ann-Christine Nyström · 
1967: Fredi · 
1968: Kristina Hautala · 
1969: Jarkko & Laura · 
1971: Markku Aro & Koivistolaiset · 
1972: Päivi Paunu & Kim Floor · 
1973: Marion Rung · 
1974: Carita · 
1975: Pihasoittajat · 
1976: Fredi & The Friends · 
1977: Monica Aspelund · 
1978: Seija Simola · 
1979: Katri Helena · 
1980: Vesa-Matti Loiri · 
1981: Riki Sorsa · 
1982: Kojo · 
1983: Ami Aspelund · 
1984: Kirka · 
1985: Sonja Lumme · 
1986: Kari Kuivalainen · 
1987: Vicky Rosti & Boulevard · 
1988: Boulevard · 
1989: Anneli Saaristo · 
1990: Beat · 
1991: Kaija · 
1992: Pave · 
1993: Katri Helena · 
1994: CatCat · 
1996: Jasmine · 
1998: Edea · 
2000: Nina Åström · 
2002: Laura · 
2004: Jari Sillanpää · 
2005: Geir Rönning · 
2006: Lordi · 
2007: Hanna Pakarinen · 
2008: Teräsbetoni · 
2009: Waldo's People · 
2010: Kuunkuiskaajat · 
2011: Paradise Oskar · 
2012: Pernilla Karlsson · 
2013: Krista Siegfrids · 
2014: Softengine · 
2015: Pertti Kurikan Nimipäivät · 
2016: Sandhja · 
2017: Norma John · 
2018: Saara Aalto · 
2019: Darude feat. Sebastian Rejman · 
2021: Blind Channel · 
2022: The Rasmus · 
2023: Käärijä · 
2024: Windows95Man ·
2025: Erika Vikman
- International Standard Name Identifier: 0000 0004 0683 8672
- Library of Congress Control Number: no2009135854
- MusicBrainz: ca7058d1-181f-452b-9d51-30e74208f305
- Virtual International Authority File: 96914576
- WorldCat: E39PBJdcDCTf9KcVXPRfxtGJXd